# Allegoria della Virtù

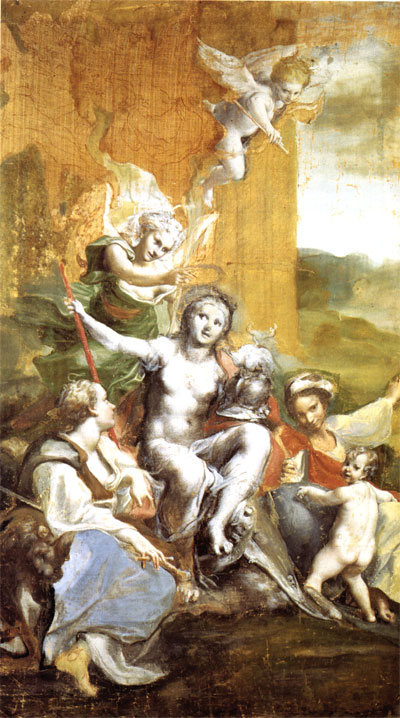
Bozzetto autografo

L'Allegoria della Virtù è un dipinto a tempera su tela (149x88 cm) di Correggio, databile al 1531 circa e conservato nel Museo del Louvre di Parigi. Si tratta di una delle ultime tele commissionate da Isabella d'Este per il suo studiolo, in coppia con l'Allegoria del Vizio.

## Storia
Fu probabilmente la prima delle due tele che il Correggio eseguì. Si conoscono almeno due disegni preparatori e un bozzetto conservato a Roma nella Galleria Doria Pamphilj che era già attribuito al Correggio negli inventari Aldobrandini del 1603. Le due tele sono ricordate insieme, nel 1542, dopo la morte di Isabella “in Corte Vecchia appresso la grotta”, collocate ai due lati della porta di ingresso (la Virtù a destra e il Vizio a sinistra).
Dopo lo smantellamneto dello studiolo la tela, con le altre della serie, venne donata verso 1627 al cardinale Richelieu venendo trasferita a Parigi, dove al tempo di Luigi XIV entrò nelle collezioni regali. Da lì, dopo la rivoluzione francese, è confluita nel museo del Louvre.

## Descrizione e stile
Vi è rappresentata al centro Minerva, che tiene nella destra una lancia rossa spezzata e nella sinistra un elmo piumato, quale ideale continuazione del Trionfo della Virtù del Mantegna nello stesso studiolo. Dietro di lei la Gloria alata le porge una corona di alloro mentre assisa alla sua destra sta una figura femminile circondata dai simboli delle quattro virtù cardinali (la serpe nei capelli segno della Prudenza, la spada simbolo della Giustizia, le redini della Temperanza e la pelle di leone, emblema di Ercole e quindi della Forza). La figura femminile che sta alla sinistra di Minerva è stata interpretata come l'Astrologia, la Scienza o più in generale la Virtù Intellettuale. Per il suo gesto, che indica un punto fuori del quadro, svolge un ruolo affine a quello riservato nell'Allegoria del Vizio al malizioso fanciullo che guarda verso l'osservatore alludendo allo spazio oltre la cornice del quadro. Il punto d'incrocio delle due diagonali della tela si trova esattamente sulla bocca della protagonista trionfante.
È stato osservato come il Correggio abbia meditato sul dipinto, destinato allo stesso studiolo di Isabella, eseguito dal suo antico maestro Andrea Mantegna. In effetti alcuni dettagli come la lancia rossa spezzata portata da Minerva ricorrono nelle due opere. Ma per quanto riguarda lo stile le due Allegorie, costruite su poche comparse serenamente ospitate in un luminoso paesaggio estivo, articolate secondo quell'ormai sapiente dialettica di sguardi e di gesti intrecciati tra loro, ed addolcite da un colorito pastoso e morbido, sono in realtà profondamente diverse dalla cultura antiquaria che informava i dipinti degli artisti quattrocenteschi che le avevano precedute.
Alcuni leggono l'allegoria come Isabella, nelle vesti della Sapienza, presiede al convegno di ogni forza dell'intelletto e del carattere umano. 
Anche in questa composizione i vegetali hanno il loro ruolo importante: sono cosparsi sull'umido primo piano, s'agitano come rami nel vento, ma soprattutto dispongono quella singolare esedra verzicante che si stende dietro al gruppo seduto e che viene formata da tornite colonne di foglie, rigirate su vimini intrecciati.

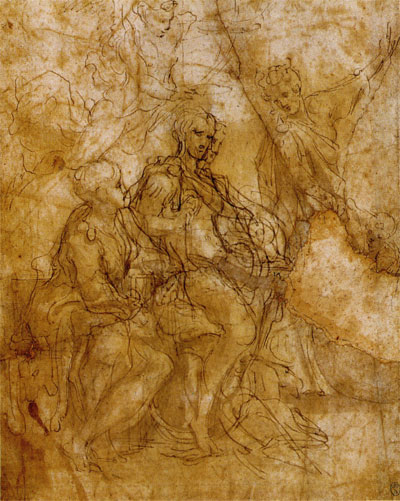
Disegno preparatorio al Cabinet des Dessins del Louvre
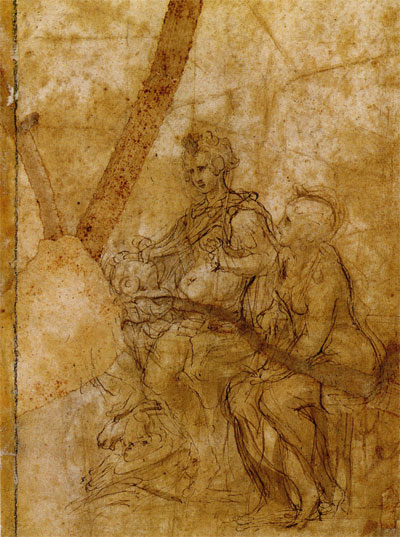
Disegno preparatorio al Cabinet des Dessins del Louvre